# رودلف هوفمان
رودلف هوفمان (بالألمانية: Rudolf Hofmann)‏ هو عسكري ألماني، ولد في 4 سبتمبر 1895 في فورتسبورغ في ألمانيا، وتوفي في 13 أبريل 1970 في Kainsbach ‏ في ألمانيا.